# Mineral, Illinois
Mineral är en ort (village) i Bureau County i Illinois. Vid 2020 års folkräkning hade Mineral 206 invånare.